# 퍼즐앤드래곤 크로스
"퍼즐앤드래곤 크로스"(パズドラクロス)는 겅호 온라인 앤터테인먼트로부터 2016년 7월 28일에 발표된 닌텐도3DS 전용 비디오 게임이다. "신의 장"과 "용의 장" 2 작품이 동시발매되었다.
캐치 프레이즈는 "이야기와 퍼즐이 크로스하는 모험퍼즐RPG"이다.

## 개요
겅호 온라인 앤터테인먼트의 스마트폰 게임, "퍼즐앤드래곤" 휴대용 게임 제2탄이다.
2013년 출시된 "퍼즐앤드래곤 Z"의 후속 작품이지만, 세계관 캐릭터는 본작 오리지널의 것으로 새롭게 디자인 되었다.